# Aquaman (film)
Aquaman is een Amerikaanse superheldenfilm uit 2018, geregisseerd door James Wan. De film is gebaseerd op het personage Aquaman uit de DC Comics en is de zesde film in het DC Extended Universe.

## Verhaal
Arthur Curry, gekend als Aquaman, is de heerser van Atlantis en de koning van de zeven zeeën. Hij komt in een positie te zitten tussen de wereld op het vasteland die constant de zee verwoest en een aantal bewoners van Atlantis die proberen een opstand te ontketenen. Hij is toegewijd om de hele wereld te beschermen.

## Rolverdeling
| Acteur                | Personage                |
| --------------------- | ------------------------ |
| Jason Momoa           | Arthur Curry / Aquaman   |
| Amber Heard           | Mera                     |
| William Dafoe         | Nuidis Vulko             |
| Patrick Wilson        | Orm / Ocean Master       |
| Dolph Lundgren        | Nereus                   |
| Yahya Abdul-Mateen II | David Kane / Black Manta |
| Nicole Kidman         | Atlanna                  |

## Productie
In 2004 was er al sprake over de verfilming van Aquaman door FilmJerk.com. In augustus 2014 kondigde Warner Bros. aan dat twee scenarioschrijvers Will Beall en Kurt Johnstad bezig waren om beiden afzonderlijk een script te schrijven. Het beste script zou uiteindelijk dienen voor de film. In juni 2015 werd James Wan aangekondigd als regisseur van de film naar het scenario van Johnstad. Op 12 november 2015 werd David Leslie Johnson-McGoldrick vernoemd als scenarioschrijver maar was het niet duidelijk of hij zou samenwerken met Wan of een nieuw script zou schrijven. Later werd dan weer aangekondigd dat de vorige scripts werden weggedaan en een nieuw script werd geschreven door Will Beall. In maart 2016 werd aangekondigd dat de film zich zou situeren na de gebeurtenissen in Justice League met Jason Momoa in beide films in de rol van Aquaman.
De filmopnamen gingen op 2 mei 2017 van start in Australië.

### Muziek
Op 7 maart 2018 werd componist Rupert Gregson-Williams aangekondigd voor het schrijver van de filmmuziek. De officiële soundtrack bevat ook muziek van Skylar Grey, Pitbull en een track van Joseph Bishara.

### Release
Aquaman ging op 26 november 2018 in première in The Empire, Leicester Square, Londen en in de Verenigde Staten op 21 december 2018.